# Roy Pieters (politicus)
Roderick A.M. (Roy) Pieters (Curaçao, 1951) is een Curaçaos-Nederlands ondernemer en politicus. In 2013 was hij gevolmachtigd minister van Curaçao in Den Haag.
Pieters studeerde sociologie en psychologie aan de Universiteit Tilburg en is in Nederland werkzaam als zelfstandig interim-manager en consultant. Hij was voorzitter van het Overlegorgaan Caribische Nederlanders (OCaN) en van haar voorganger het Landelijk Inspraakorgaan Antillianen (LIA). Ook was hij lid van de Nederlandse Nationale adviesraad inzake drugsbestrijding. In 2013 was hij gedurende enkele maanden gevolmachtigd minister van Curaçao namens de Pueblo Soberano (PS) in het Kabinet-Hodge. De benoeming was tot 2016 maar bij het aantreden van het Kabinet-Asjes op 7 juni 2013 werd Marvelyne Wiels door de PS op deze functie geplaatst. In 2001 werd hij benoemd tot Ridder in de Orde van Oranje-Nassau.